# 17262 Winokur
17262 Winokur este un asteroid din centura principală de asteroizi.

## Descriere
17262 Winokur este un asteroid din centura principală de asteroizi. A fost descoperit pe 9 mai 2000 la Socorro, New Mexico, în cadrul proiectului LINEAR. Asteroidul prezintă o orbită caracterizată de o semiaxă mare de 2,31 ua, o excentricitate de 0,11 și o înclinație de 5,8° în raport cu ecliptica.